# Challenger 3
Challenger 3 är en kommande brittisk huvudstridsvagn som utvecklas som en uppgradering av Challenger 2 av Rheinmetall BAE Systems Land (RBSL). Den brittiska armén planerar att uppgradera 148 Challenger 2-stridsvagnar till Challenger 3-standard, med den första leveransen planerad till 2027. Huvudkomponenten i uppgraderingen är en ny tornmodul, som innehåller en ny 120 mm L55A1 slätborrad kanon tillverkad av Rheinmetall.
Challenger 3-projektet introducerades som en del av den brittiska regeringens försvarsgranskning från 2021 och är en del av en bredare reform av den brittiska arméns pansarförmåga. Projektet syftar till att förbättra eldkraften, skyddet och den tekniska överlägsenheten hos Challenger 2-stridsvagnen, vilket gör den konkurrenskraftig med moderna motsvarigheter.
En av de mest betydande uppgraderingarna är installationen av den nya L55A1-kanonen, som ersätter den tidigare räfflade kanonen som användes på Challenger 2. Den nya kanonen är kompatibel med NATO-standardiserad ammunition, vilket förbättrar logistiken och interoperabiliteten med andra allierade stridsvagnar. Dessutom kommer Challenger 3 att ha förbättrat skydd, inklusive ett nytt pansarsystem och aktiva skyddssystem som kan upptäcka och oskadliggöra inkommande hot.
Den uppgraderade stridsvagnen kommer också att ha en förbättrad eldgivningsteknik, inklusive ett nytt digitalt eldgivningssystem och förbättrad målsökningskapacitet, vilket ger bättre precision och ökad effektivitet på slagfältet. Uppgraderingen inkluderar också ett nytt motor- och drivsystem som förbättrar rörlighet och hastighet.
Challenger 3-projektet förväntas säkerställa att den brittiska armén förblir kapabel till högintensiva konflikter och behåller en modern och slagkraftig stridsvagn under de kommande decennierna.